# پتر گینز
پتر گینز (Petr Ginz)، (زاده ۱ فوریه ۱۹۲۸ - درگذشته ۲۸ سپتامبر ۱۹۴۴) نوجوان اهل چکسلواکی بود که در هنگام جنگ جهانی دوم به دلیل اینکه فرزند پدری یهودی بود به اردوگاه کار اجباری ترزینشتات فرستاده شد و در سن ۱۶ سالگی در اردوگاه آشویتس در اتاقک گاز کشته شد.
او اسپرانتیست بود و با وجود سن کمش از او نوشته‌ها، کتاب‌ها و نقاشی‌های بسیاری بر جای مانده‌است. سیارک ۵۰۴۱۳ به افتخار او با نام 50413 Petrginz نامگذاری شده‌است.

## زندگی
پدر او، اوتو گینز (Otto Ginz)، مدیر یک شرکت تولید پارچه بود و مادرش، ماری گینز (Marie Ginz) بود. پدرش یهودی بود ولی مادرش یهودی نبود. پدر و مادر او هر دو اسپرانتیست بودند و در یکی از کنگره‌های زبان اسپرانتو یکدیگر را ملاقات کرده بودند.

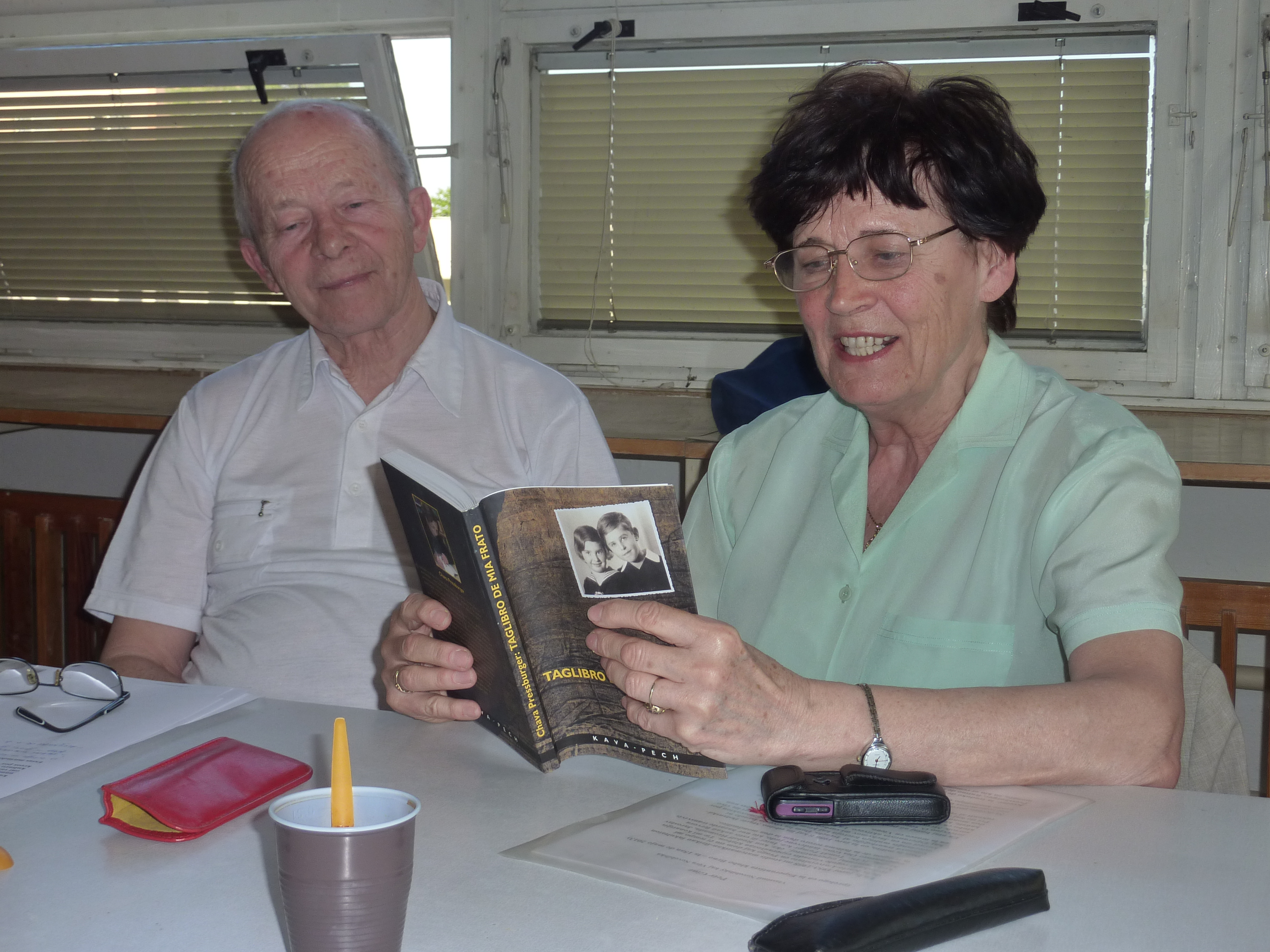
ورا نوبیلسکا و همسرش (ولاستیمیل نوبیلسکی)، در حال خواندن برگردان اسپرانتوی کتاب خواهر پتر گینز برای اعضای انجمن اسپرانتوی شهر برنو در جمهوری چک، ۲۰۱۳.

پتر پسری باهوش بوده و در سن ۸ سالگی تا ۱۴ سالگی، چند رمان با نام‌های از پراگ تا چین، جادوگر کوه‌های آلتای، دور دنیا در یک ثانیه و دیدار با پیش از تاریخ نوشته که تنها متن آخرین آن‌ها باقی‌مانده و همراه با نقاشی‌های خود اوست. طبق قانون رایش سوم، پتر گینز را که از خانواده‌ای نیمه‌یهودی بود در سن ۱۴ سالگی در اکتبر ۱۹۴۵ به اردوگاه کار اجباری ترزینشتات فرستاده شد.
پتر به زودی به یکی از شناخته‌شده‌ترین افراد زندانی در کمپ تبدیل شد و به انتشار مجله ودم (Vedem) برای زندانی‌ها و نوشتن دیکشنری اسپرانتو-چک و داستان‌های کوتاه مشغول بود. یکی از نوشته‌های او در این دوره، پرسه زدن‌ها در ترزینشات (The Rambles through Terezin) نام دارد که از مصاحبه با افراد زندانی و توضیحاتی دربارهٔ آنها، ساختمان‌ها و حتی کوره‌های سوزاندن اجساد تشکیل شده‌است.
پتر را در ۱۹۴۴ به اردوگاه آشویتس منتقل کردند و در آنجا در اتاقک گاز کشته شد. یادداشت‌های او به زبان انگلیسی با نام یادداشت‌های پتر گینز ۱۹۴۱–۱۹۴۲ (به انگلیسی: The Diary of Petr Ginz 1941–1942) در سال ۲۰۰۷ بدست خواهرش، ورا گینز، منتشر شد.

## طراحی
در سال ۲۰۰۳، رئیس بنیاد ید و شم، اسحاق مکل از ایلان رامون، فضانورد اسراییلی خواست تا با خود شیئی از قربانیان هولوکاست به فضا ببرد. رامون، یک طراحی از پتر گینز را با خود برد که در آن سیاره زمین از ماه دیده می‌شد. در ۱ فوریه ۲۰۰۳، شاتل فضایی کلمبیا در هنگام بازگشت از مأموریت اس‌تی‌اس-۱۰۷ سقوط کرد و طراحی نام‌برده نیز از بین رفت.